# Шамело, Дмитрий Александрович
Дмитрий Александрович Шамело (бел. Дзмітрый Аляксандравіч Шамела; род. 29 августа 2000 года, Гомель, Беларусь) — белорусский борец вольного стиля. Чемпион Республики Беларусь. Мастер спорта.

## Спортивная карьера
Дмитрий победитель Республики Беларусь среди учащихся 2015 (до 16 лет) в весе до 42 кг, а так же победитель республиканской спартакиады среди юношей в весе до 47 кг. В 2016 году Дмитрий выиграл первенство страны среди кадетов (до 17 лет) в весе до 46 кг. В 2017 году выиграл пятые Балтийские игры среди кадетов в весе до 50 кг и повторил прошлогодний успех на первенстве Республики Беларусь среди кадетов в весе до 50 кг. В 2018 году финишировал пятым на первенстве страны среди юниоров (до 20 лет) и среди молодежи (до 23 лет) в весе до 57 кг. В феврале 2019 года стал победителем первенство страны до 23 лет в весовой категории до 57 кг, в апреле 2019 года заработал бронзовую медаль на первенстве Белоруссии среди юниоров. В декабре 2019 года стал пятым на взрослом кубке Белоруссии. В августе 2020 года снова победил на первенстве страны до 23 лет, выиграв в финале российского легионера из Дагестана Ислама Гусейнова. В сентябре 2020 года выиграл золотую медаль на первенстве Республики Беларусь среди юниоров. В конце 2020 года стали победителем кубка Белоруссии. В январе 2021 впервые взял серебряную медаль на взрослом чемпионате Белоруссии, уступив российскому легионеру из Якутии Арыйану Тютрину. В марте 2021 года стал трехкратным победителем первенство страны до 23 лет. В октябре 2021 года выиграл Универсиаду среди вузов в весе до 61 кг. В начале 2022 года впервые стал чемпионом страны в весе до 57. В конце января 2022 года выступил на гран-при Иван Ярыгин в Красноярске, но потерпел неудачу. В мае 2022 года выступил на первом турнире лиге Поддубного в Москве. В октябре 2023 года Шамело выиграл бронзовую медаль на втором турнире лиге Поддубного. Годом спустя на Чемпионате Белоруссии 2023 стал третьим в весе до 61 кг. В марте 2023 года пришёл третьим на международном турнире памяти Андрея Шумилина в Калининграде. В августе 2023 году добыл бронзовую медаль на вторых Играх стран СНГ. В сентябре в связи травмы Арыйана Тютрина был вызван в качестве нейтрального атлета для участия на чемпионате мира в Белграде (Сербия).

## Спортивные достижения
- 2022 Чемпионат Белоруссии — ;
- 2021 Чемпионат Белоруссии — ;
- 2023 Чемпионат Белоруссии — ;
- 2023 II Игры стран СНГ — ;
- Лига поддубного 2 — ;
- 2020 Кубок Белоруссии — ;
- 2019, 2020, 2021 Первенство Белоруссии до 23 лет — ;

Юниорский уровень
- 2020 Первенство Белоруссии — ;
- 2019 Первенство Белоруссии — ;

Кадетский уровень
- 2016, 2017 Первенство Белоруссии — ;

## Личная информация
Дмитрий является студентом Гомельского государственного университета им.  Франциска Скорины.